# 周伟 (1966年)
周伟（1966年7月—2022年7月21日），男，汉族，甘肃岷县人，中华人民共和国政治人物。曾担任中共甘肃省委常委、省委秘书长等职务。

## 生平
曾任中共天水市委副秘书长，天水市秦州区委副书记、区长，庆阳市镇原县委书记，武威市委常委、组织部部长等职务。2018年6月，出任武威市委副书记、市人民政府市长。2021年7月，升任中共平凉市委书记。
2022年5月，周伟当选为中共甘肃省委常委、并出任省委秘书长一职。其后，周伟当选为中共二十大的甘肃选区代表，但在二十大召开前的2022年7月21日去世，三天后的《甘肃日报》在纸本版面刊出了他逝世的相关报导。